# Adrianus van de Nadort
Adrianus van de Nadort (Strijen, 8 juni 1887 – Grijpskerk, 17 januari 1955) was een Nederlands politicus van de ARP. 
Hij werd geboren als zoon van Adrianus van de Nadort (1851-1933) en Maria Johanna Spaan (1852-1925). Na de landbouwschool was hij werkzaam bij zuivel- en suikerfabrieken. Zo was hij directeur van een zuivelfabriek in Rhenen maar was hij daarnaast in die gemeente betrokken bij het oprichten van de lokale kiesvereniging van de ARP. Voor die partij zat hij in de Rhenense gemeenteraad en hij is daar ook wethouder geweest. In 1936 werd Van de Nadort benoemd tot burgemeester van Grijpskerk. Eind 1944 kreeg hij de opdracht om mensen uit zijn gemeente aan te wijzen om schuttersputjes te graven voor Duitse militairen. Hij weigerde dat en dook onder (zie Transformatorhuisje (Grijpskerk)). Na de bevrijding was hij nog enkele maanden gestaakt waarbij R.H. Smedema tijdelijk zijn taak overnam. Daarna kon Van de Nadort weer zijn werk als burgemeester van Grijpskerk hervatten. Midden 1952 ging hij met pensioen en ruim twee jaar later overleed hij op 67-jarige leeftijd. 